# NGC 3101
NGC 3101 este o galaxie spirală situată în constelația Sextantul. A fost descoperită în 22 ianuarie 1865 de către Albert Marth. Se află la o distanță de 82,81 de megaparseci de Pământ.